# Système anémobarométrique
 (septembre 2011).
Si vous disposez d'ouvrages ou d'articles de référence ou si vous connaissez des sites web de qualité traitant du thème abordé ici, merci de compléter l'article en donnant les références utiles à sa vérifiabilité et en les liant à la section « Notes et références ».

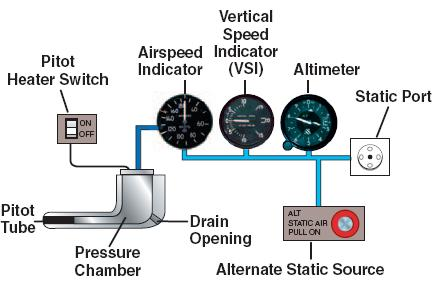
Diagramme d'un système anémobarométrique incluant le tube de Pitot, la prise statique et les instruments de vol qui leur sont reliés.

Le système anémobarométrique d'un aéronef est un système d'instruments de mesure de la pression servant à déterminer sa vitesse, son altitude et sa vitesse verticale. 
Il comprend un tube de Pitot, qui mesure la pression totale, et des prises statiques, pour la pression statique (ou une sonde combinée pitot-statique) ainsi que les instruments qui leur sont reliés, l'anémomètre, l'altimètre et le variomètre, parfois aussi un machmètre.
Sur les aéronefs à l'avionique plus avancée, il peut comprendre aussi une centrale aérodynamique (ADC, de l'anglais air data computer) et un enregistreur de données de vol (Flight Data Recorder).
Une obstruction, partielle ou complète, entre autres par de la glace, de la sonde pitot, de la prise statique ou une fuite dans le système, engendre une fausse indication des instruments, ce qui peut être dangereux en particulier en vol aux instruments.